# Velké Hoštice
Velké Hoštice là một làng thuộc huyện Opava, vùng Moravskoslezský, Cộng hòa Séc.